# Las Vegas Parano
Las Vegas Parano (ang. Fear and Loathing in Las Vegas) – film z 1998 roku reżyserowany przez Terry’ego Gilliama oparty na książce autorstwa Huntera Thompsona Lęk i odraza w Las Vegas z 1971 roku. W rolach głównych wystąpili Johnny Depp (Raoul Duke) oraz Benicio del Toro (dr Gonzo). Pomimo małego zainteresowania filmem podczas projekcji w kinach, Las Vegas Parano zyskał miano filmu kultowego.

## Fabuła
Historia oparta na autentycznej podróży dziennikarza Huntera Thompsona do Las Vegas w celu napisania relacji z zawodów motocyklowych Mint 400. Hunter używając fałszywego nazwiska Raoul Duke zabiera ze sobą prawnika Oscara Acostę używającego w filmie pseudonimu „dr Gonzo”. Nietypowy duet zabiera ze sobą także walizkę pełną wszelkiego rodzaju narkotyków. Wszystko w imię twierdzenia „Ten, kto wyzwala z siebie bestię, pozbywa się bólu bycia człowiekiem”. Misja dziennikarska podczas pobytu w Las Vegas spada na drugi plan, podczas gdy bohaterowie w narkotycznym pędzie postanawiają odnaleźć wizję amerykańskiego snu.